# HD 142542
HD 142542，又名CD-3112407，SAO 207134、HR 5923，是一颗恒星，视星等为6.29，位于銀經342.7，銀緯16.47，其B1900.0坐标为赤經15h 49m 56.2s，赤緯-31° 16.47′ 35″。